# Bertrand Baguette

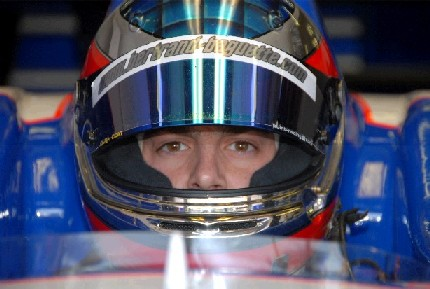
Bertrand Baguette dans son cockpit.

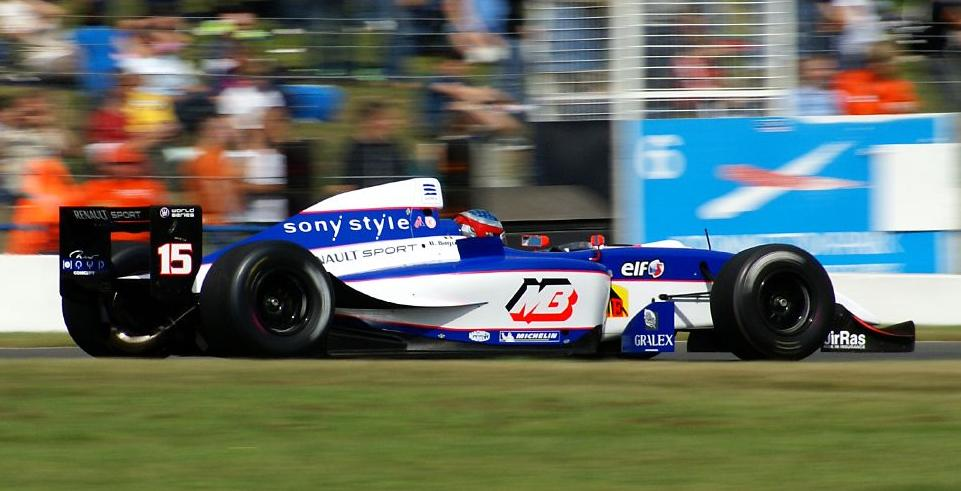
Bertrand Baguette, en World Series by Renault, en 2007.

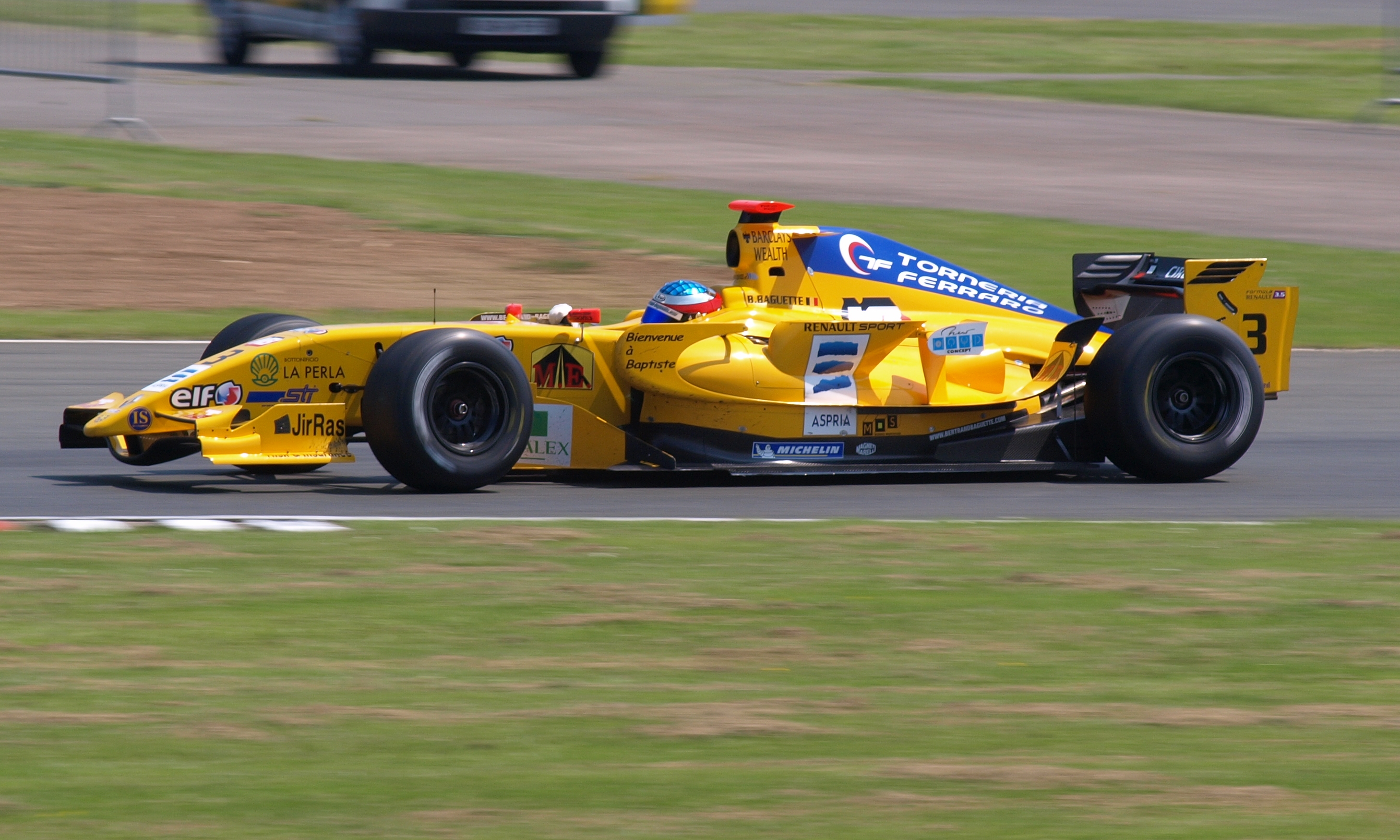
Bertrand Baguette, toujours en World Series by Renault, mais en 2008.

Bertrand Baguette, né le 23 février 1986 à Verviers, est un pilote automobile belge originaire de Thimister-Clermont. Sacré champion de Formule Renault 3.5 en 2009, il a ensuite remporté en 2013 les 24 Heures du Mans ainsi que le Championnat du monde d'endurance FIA en catégorie LMP2. Il pilote en 2019 dans le championnat Super GT.

## Biographie
Bertrand Baguette débute par le karting en 2000 à l'âge relativement tardif de 14 ans. Après une saison en catégorie Bleue puis en catégorie Junior, il passe dans la catégorie ICA (renommée KF2) en 2002. L'année suivante, Baguette devient champion de Belgique dans cette même catégorie. Au terme de cette année 2003, il participe à un challenge organisé par Renault Sport Belgique et par le Royal Automobile Club de Belgique sur le Circuit de Zolder au volant d'une Formule Renault 1600. Il remporte celui-ci, ce qui lui ouvre les portes vers la monoplace puisqu'il gagne un volant pour le championnat de Belgique de Formule Renault 1600 au sein de l’équipe Marc Goossens Motorsport.

### Formule Renault
Entre 2004 et 2009, Baguette participe à plusieurs championnats de la filière Renault, gravissant les échelons vers les catégories supérieures.

#### Formule Renault 1600
Baguette participe au championnat de Belgique de Formule Renault 1600 en 2004 au sein du Marc Goossens Motorsport. Le championnat est très serré et Baguette termine finalement 3e pour sa première saison en sport automobile avec 4 pole positions et 3 victoires.

#### Formule Renault 2.0
En 2005, Baguette passe à l'échelon supérieur et s'engage conjointement dans le Championnat de France de Formule Renault 2.0 ainsi qu'en Eurocup Formule Renault avec l'équipe Epsilon Euskadi. Il termine respectivement 11e et 8e des deux championnats, avec notamment une deuxième place à Pau.
Baguette continue dans ces deux championnats en 2006 et se classe 4e de l'Eurocup, à 11 points du champion Filipe Albuquerque, avec une victoire sur le Circuit Bugatti.

#### Formule Renault 3.5
Après une première saison 2007 avec le Team KTR en World Series by Renault où il est monté sur le podium à Donington et à Circuit de Barcelone -Barcelone, il poursuit en 2008 dans le championnat avec l'écurie italienne Draco. Il s'impose à domicile sur le circuit de Spa-Francorchamps et clôture le championnat au 7e rang final.
En 2009, Baguette se réengage avec Draco, les deux parties estimant ne pas avoir terminé le travail entrepris ensemble l'année précédente. Après 10 podiums dont 5 victoires, il est sacré champion et est nommé pilote de l’année en Belgique. Il effectue en fin d'année ses premiers tours en Formule 1 avec deux journées d'essais sur le Circuit de Jerez, une avec Renault F1 en tant que récompense pour son titre en Formule Renault 3.5, et l'autre avec BMW Sauber F1 Team.

### IndyCar Series
En 2010, il fait une première saison en IndyCar Series au sein de l'équipe Conquest Racing qui l'aligne à partir du Indy Grand Prix d'Alabama et termine 22e du championnat. Il se fait remarquer par quelques performances notamment sur pistes ovales.
À cause d'un manque de budget, Baguette n'obtient pas de volant pour la saison 2011 d'IndyCar Series. Cependant, il trouve un accord le 29 mai avec le Rahal Letterman Lanigan Racing, équipe du vétéran Bobby Rahal, pour participer aux 500 miles d'Indianapolis. Après avoir tenu un bon rythme lors des essais, Baguette se qualifie sur la 5e ligne. En course, il dépasse Danica Patrick à 12 tours de l'arrivée pour prendre la tête de l'épreuve, la stratégie étant de tenter un coup de poker en retardant le plus possible le dernier ravitaillement en carburant, en espérant un drapeau jaune tardif qui aurait placé Baguette dans une position idéale pour l'emporter. Il doit néanmoins ravitailler à trois tours du but et termine finalement septième.

### Championnat du monde d'endurance
En 2012, Baguette participe à la première saison du Championnat du monde d'endurance FIA. Il est engagé dans la catégorie LMP1 privée par le Oak Racing. Au volant d'une Oak Pescarolo 01 Judd peu fiable, il connaît une saison difficile mais poursuit avec la même équipe l'année suivante, cette fois au volant d'une Morgan LMP2-Nissan.
Pour la saison 2013, il est donc engagé en LMP2 sur la voiture no 35 qu'il partage avec l'Anglais Martin Plowman et le Mexicain Ricardo González. Le trio entame la saison par une 4e place (12e au général) aux 6 Heures de Silverstone et une 3e position (11e au général) aux 6 Heures de Spa. Le moment fort de la saison survient lors des 24 Heures du Mans où la bagarre est très serrée entre les deux voitures sœurs du Oak Racing, les deux Morgan-Nissan s'étant échangées la tête tout au long de l'épreuve. C'est finalement Baguette, Plowman et González qui l’emportent après 329 tours parcourus et un record de 12 périodes sous régime de voiture de sécurité. L'équipe inscrit elle un doublé historique dans la catégorie LMP2.
La suite de la saison est marquée par une 2e place lors des 6 Heures de São Paulo, suivie d'une 7e position aux 6 Heures du circuit des Amériques. L'équipage gagne ensuite 6 Heures de Fuji après s'être élancée de la pole position, mais inscrit seulement la moitié des points à cause du faible nombre de tours parcourus, en raison des conditions climatiques. Baguette monte à nouveau sur le podium lors des 6 Heures de Shanghai avant de terminer 4e des 6 Heures de Bahreïn qui clôturent la saison. L'équipage remporte ainsi le Trophée Endurance FIA de la catégorie en précédant l’équipage de la voiture sœur, ce qui permet à Oak Racing de remporter le Trophée des équipes de LMP2.

### Super GT
En 2014, Baguette devient pilote officiel pour la marque Honda. Il participe dès lors au relevé championnat japonais Super GT. Au volant d'une Honda NSX-GT, il pilote d'abord pour le Epson Nakajima Racing dans la catégorie GT500, avec comme équipier Daisuke Nakajima de 2014 et 2016 puis avec Kosuke Matsuura en 2017 et 2018. Baguette inscrit son premier podium lors de sa première saison. En 2017, il remporte les 1 000 kilomètres de Suzuka.
Pour la saison 2019, Baguette pilote la Honda NSX n°17 du Keihin Real Racing, qu'il partage avec le japonais Koudai Tsukakoshi.

### Super Formula
En parallèle de son programme en Super GT, Baguette participe au championnat japonais de monoplace Super Formula en 2015 et 2016, toujours au sein du Nakajima Racing.

## Résultats en Formula Renault 3.5 Series
| Saison | Ecurie       | 1         | 2         | 3        | 4         | 5        | 6         | 7        | 8       | 9         | 10      | 11        | 12        | 13       | 14        | 15        | 16        | 17      | Pos | Points |
| ------ | ------------ | --------- | --------- | -------- | --------- | -------- | --------- | -------- | ------- | --------- | ------- | --------- | --------- | -------- | --------- | --------- | --------- | ------- | --- | ------ |
| 2007   | KTR          | MNZ 1 18  | MNZ 2 Ret | NÜR 1 11 | NÜR 2 Ret | MON 1 12 | HUN 1 Ret | HUN 2 17 | SPA 1 5 | SPA 2 Ret | DON 1 3 | DON 2 Ret | MAG 1 Ret | MAG 2 13 | EST 1 20  | EST 2 Ret | CAT 1 8   | CAT 2   | 17e | 34     |
| 2008   | Draco Racing | MNZ 1 Ret | MNZ 2 Ret | SPA 1    | SPA 2 11  | MON 1 5  | SIL 1 6   | SIL 2 16 | HUN 1 4 | HUN 2 4   | NÜR 1 5 | NÜR 2 5   | BUG 1 Ret | BUG 2 16 | EST 1 Ret | EST 2 4   | CAT 1 Ret | CAT 2 4 | 7e  | 69     |
| 2009   | Draco Racing | CAT 1 2   | CAT 2 Ret | SPA 1 2  | SPA 2     | MON 1 5  | HUN 1 3   | HUN 2 6  | SIL 1 8 | SIL 2 5   | BUG 1   | BUG 2 1   | ALG 1 2   | ALG 2 5  | NÜR 1     | NÜR 2 5   | ALC 1     | ALC 2 1 | 1er | 155    |

## Résultats en IndyCar Series
| Saison | Ecurie          | Châssis       | Moteur | 1   | 2   | 3      | 4      | 5      | 6       | 7      | 8      | 9      | 10     | 11     | 12     | 13     | 14     | 15     | 16     | 17     | Position | Points |
| ------ | --------------- | ------------- | ------ | --- | --- | ------ | ------ | ------ | ------- | ------ | ------ | ------ | ------ | ------ | ------ | ------ | ------ | ------ | ------ | ------ | -------- | ------ |
| 2010   | Conquest Racing | Dallara IR-05 | Honda  | SAO | STP | ALA 20 | LBH 24 | KAN 20 | INDY 22 | TXS 22 | IOW 17 | WGL 18 | TOR 16 | EDM 14 | MDO 11 | SNM 23 | CHI 12 | KTY 10 | MOT 25 | HMS 15 | 22e      | 213    |

## Résultats en Championnat du monde d'endurance (WEC)
| Année | Écurie                | Classe | Châssis                 | Moteur                                  | 1      | 2       | 3       | 4      | 5       | 6       | 7      | 8      | Pos. | Points |
| ----- | --------------------- | ------ | ----------------------- | --------------------------------------- | ------ | ------- | ------- | ------ | ------- | ------- | ------ | ------ | ---- | ------ |
| 2012  | OAK Racing            | LMP1   | OAK Pescarolo 01        | Judd DB 3.4 L V8                        | SEB 25 | SPA Ret | LMS Ret |        |         |         |        |        | 71e  | 2      |
| 2012  | OAK Racing            | LMP2   | Morgan LMP2             | Nissan VK45DE 4.5 L V8                  |        |         |         | SIL 14 | SÃO Ret | BHR Ret |        |        | 71e  | 2      |
| 2012  | OAK Racing            | LMP1   | OAK Pescarolo 01        | Honda LM-V8 3.4 L V8                    |        |         |         |        |         |         | FUJ 16 | SHA 14 | 71e  | 2      |
| 2013  | Audi Sport Team Joest | LMP1   | Audi R18 e-tron quattro | Audi TDI 3,7 L Turbo V6 (Hybrid Diesel) | SIL 2  | SPA 1   | LMS 5   | SÃO 1  | COA 3   | FUJ 14  | SHA 1  | BHR 2  | 2e   | 149,25 |

## Résultats aux 24 heures du Mans
| Année | Équipe     | Voiture          | Catégorie | Équipiers                         | Tours | Pos.    | Classe Pos. |
| ----- | ---------- | ---------------- | --------- | --------------------------------- | ----- | ------- | ----------- |
| 2012  | Oak Racing | Oak Pescarolo 01 | LMP1      | Franck Montagny Dominik Kraihamer | 219   | Abandon | Abandon     |
| 2013  | Oak Racing | Morgan LMP2      | LMP2      | Ricardo Gonzalez Martin Plowman   | 329   | 7e      | Vainqueur   |

## Résultats aux500 milesd'Indianapolis
| Année | Châssis | Moteur | Départ | Arrivée | Équipe          |
| ----- | ------- | ------ | ------ | ------- | --------------- |
| 2010  | Dallara | Honda  | 24     | 22      | Conquest Racing |
| 2011  | Dallara | Honda  | 14     | 7       | RLL Racing      |

## Distinctions
- Champion de Belgique des conducteurs 2009, titre décerné par le Royal Automobile Club de Belgique (RACB).